# Xu Shiyou

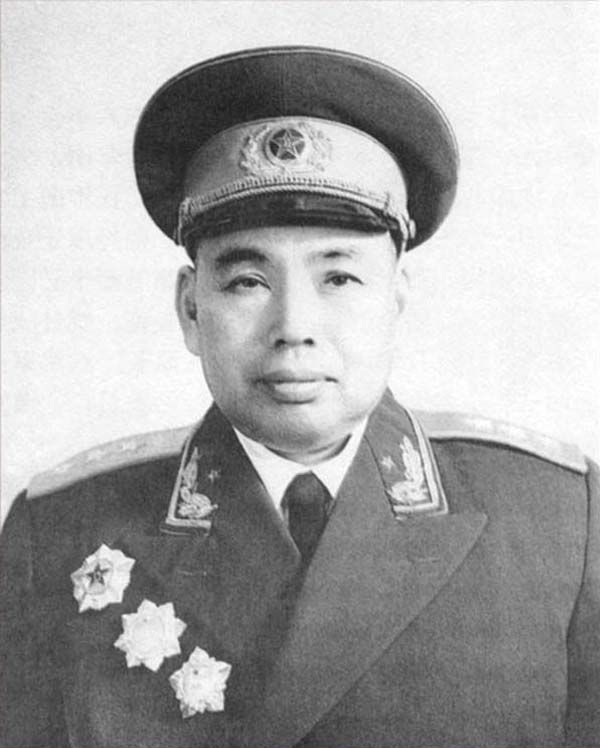
General Xu Shiyou

Xu Shiyou (chinesisch 许世友, Pinyin Xǔ Shìyǒu, W.-G. Hsü Shih-yu; * 28. Februar 1905 in Xinyang, Henan, Kaiserreich China; † 22. Oktober 1985 in Nanjing) war ein chinesischer General der Volksbefreiungsarmee und Politiker der Kommunistischen Partei Chinas (KPCh), der unter anderem von 1967 bis 1973 Gouverneur von Jiangsu sowie zwischen 1969 und 1982 Mitglied des Politbüros der Kommunistischen Partei Chinas war.

## Leben

### Besuch eines Shaolinklosters, Chinesischer Bürgerkrieg und Begegnung mit Mao Zedong

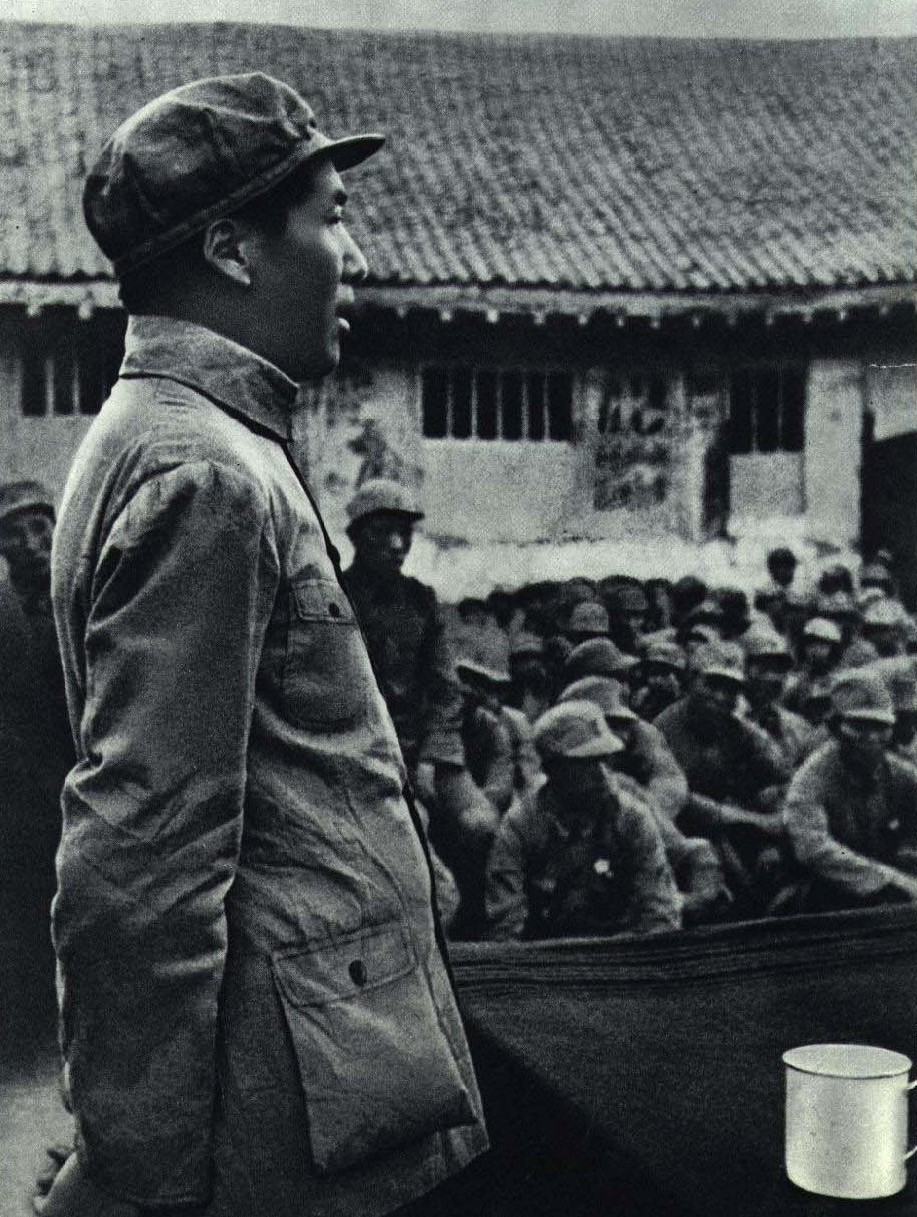
Xu traf Mao Zedong erstmals Mitte der 1930er Jahre.

Xu Shiyou, der aus einer armen Kleinbauernfamilie stammte, trat als Achtjähriger 1913 in ein Shaolinkloster ein. Er lernte dort acht Jahre lang bis 1921 Kampfkunst und erwarb dadurch später seinen Beinamen „Der Mönchsgeneral“. Daraus wuchsen auch zahlreiche Legenden um die Kampfkunstfähigkeiten und Kräfte Xus. In einer Reihe von Zeitschriften wurden Anekdoten über die Kung-Fu-Fähigkeiten Xus für junge Leser berichtet: Wie es ihm während des Krieges gegen die Japaner gelang, über einen sechs Meter breiten Graben zu springen; wie er zur Urbarmachung unbebauter Gebiete Bäume mit bloßen Händen rodete; wie er einen großen und starken sowjetischen Berater demütigte, indem er einen massiven Steinlöwen, der vor einem Restaurant in Schanghai stand, zu einem Spaziergang unter den Arm klemmte. Der Russe hatte sich auch daran versucht, den Löwen aber nicht einmal anheben können.
Im Anschluss trat er 1921 in die Armee des Warlord Wu Peifu ein und dort bis 1925 wegen seiner Tapferkeit zum stellvertretenden Kompaniechef auf. 1926 wechselte sein Regiment die Seiten und schloss sich der Nördlichen Expeditionsarmee an, woraufhin er Chef seiner Kompanie wurde. Bald darauf nahm er geheime Kontakte zu kommunistischen Vertretern auf und wurde 1927 Mitglied der Kommunistischen Partei Chinas (KPCh). Kurze Zeit später wurde er von Partei in seine Heimatprovinz abgeordnet, um dort Kleinbauern für die Rote Armee für den Einsatz im Chinesischen Bürgerkrieg zu gewinnen. Während des Herbsternte-Aufstandes Ende 1927 / Anfang 1928 nahm er als Chef einer Gewehrschwadron an zahlreichen Gefechten gegen Einheiten der Truppen der Republik China teil. 1928 trat er der neu organisierten Roten Armee bei und führte seine Einheit in zahlreiche Gefechte. Dabei erlitt er selbst mehrmals Verwundungen und wurde wegen seiner Tapferkeit schnell befördert. 1930 wurde er Kommandeur des Dadao Tuan, des sogenannten „Schwert-Regiment“, und nahm diesem an zahlreichen Fronteinsätzen teil. Die militärischen Erfolge ermöglichten der Kommunistischen Partei die Gründung einer Regierung nach sowjetischen Vorbild auf dem E-Yu-Wan-Stützpunkt für die Region Hubei–Henan–Shaanxi, die 26 Kreise mit mehr als 3,5 Millionen Menschen umfasste. Bald darauf wurden die kommunistischen Einheiten in der Vierten Frontarmee unter Zhang Guotao zusammengeführt, in der Xu eine untergeordnete Offiziersstellung einnahm.
Obwohl der E-Yu-Wan-Stützpunkt für eine Reihe von Jahren bestand, zwang die unerbittliche Einkreisung durch die nationalistischen Truppen die Vierte Frontarmee zur Evakuierung des Stützpunktes im Oktober 1932 und zum darauf folgenden ersten Langen Marsch, rund zwei Jahre vor dem Langen Marsch von Mao Zedong zwischen dem 16. Oktober 1934 und dem 22. Oktober 1935. Xu zog mit der Vierten Front Armee mehr als 1.800 Kilometer von Henan, Hubei, Shaanxi sowie Sichuan und bauten schließlich den Chuan-Shaan-Stützpunkt im Grenzgebiet zwischen Shaanxi und Sichuan auf. In mehreren Gefechten zeigte er seine Tapferkeit und Führungseigenschaft, für die er zum Kommandeur einer Division, stellvertretenden Kommandeur einer Armee sowie schließlich zum Kommandeur einer neu eingerichteten Kavallerieeinheit ernannt wurde. Die Vierte Frontarmee gab den Chuan-Shaan-Stützpunkt auf, um westwärts zu ziehen und sich am 14. Juni 1935 mit der Ersten Frontarmee von Mao Zedong in West-Sichuan zu treffen. Hier kam es zum Zerwürfnis zwischen Mao und Zhang Guotao, der sich zum Vorsitzenden eines separaten Zentralkomitees der KP ernannte und weiterhin die Vierte Frontarmee in West-Sichuan kommandierte. Nachdem dieser mehrere Niederlagen erlitten hatte, war Zhang schließlich gezwungen sich wieder mit Mao in Yan’an im Norden Shaanxis zu vereinen.
Dort kritisierte Mao Zhang wegen dessen Separatismus und Sektarismus. Xu selbst wurde mit zahlreichen anderen Angehörigen der Vierten Frontarmee an die Kang Da gesandt, der Anti-Japanischen Militärischen und Politischen Universität in Yan’an, an der er eine führende Rolle gegen die Kritik Maos einnahm und zusammen mit anderen Angehörigen der Vierten Armee im Geheimen eine Flucht aus Yan’an organisierte. Nachdem der Fluchtplan aufgedeckt wurde, wurde er verhaftet und als Führer der „Konterrevolutionären Xu Shiyou-Clique“ kritisiert. Die zeitnahe Intervention von Mao rettete allerdings sein Leben, wobei Mao ausführte, dass sich Xus Fehler nicht auf andere Angehörige der Vierten Frontarmee auswirken sollten. Mao besuchte ihn persönlich und zeigte Bewunderung für Xus militärische Leistungen und versicherte ihm, dass keine weiteren Bestrafungen erfolgen würden. Dieser Besuch war von Bedeutung für Mao und Xu zum Aufbau eines gegenseitigen Vertrauensverhältnisses, welches Xu mit den Worten „Mao hat mir ein neues politisches Leben gegeben“ beschrieb.

### Zweiter Japanisch-Chinesischer Krieg, Aufstieg zum General

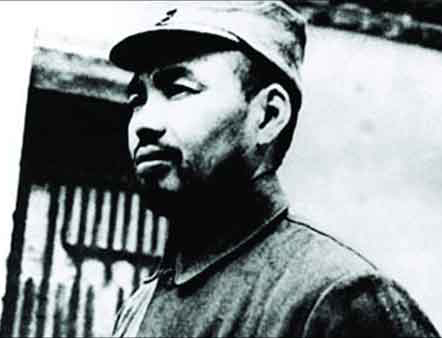
Xu Shiyou (1939)

Nach Beginn des Zweiten Japanisch-Chinesischen Krieges am 7. Juli 1937 organisierten sich die kommunistischen Streitkräfte aufgrund der Anforderungen einer Vereinigten Front mit der nationalistischen Regierung um. Xu Shiyou übernahm den Posten als stellvertretender Kommandeur einer 385. Brigade der 129. Division, der Führer Liu Bocheng und Deng Xiaoping waren. 1939 wurde er in die besetzten Gebiete nach Shandong entsandt, um gegen die Einheiten der Kaiserlich Japanischen Armee und die Truppen der Marionettenregierung von Mandschukuo zu kämpfen. In Shandong baute er trotz der Schlachten einen Stützpunkt für die Propaganda auf. Nach der Kapitulation Japans am 2. September 1945 blieb er Führer kommunistischer Einheiten und bemühte sich um die Konsolidierung des Stützpunktes. In der Folgezeit beteiligte er sich an einer Reihe von heftigen, allerdings erfolgreichen Gefechten gegen Einheiten der Kuomintang im fortdauernden Chinesischen Bürgerkrieg. Im Mai 1947 spielte er eine führende Rolle in der Schlacht von Menglianggu sowie im September 1948 in der Schlacht von Jinan. Für seinen Einsatz wurde er zunächst zum stellvertretenden Kommandeur sowie daraufhin zum Kommandeur der Militärregion Shandong ernannt.
Nach der Gründung der Volksrepublik China am 1. Oktober 1949 blieb Xu Kommandeur der Militärregion Shandong und übernahm verschiedene Posten in der Volksbefreiungsarmee. Im Sommer 1953 nahm er kurzzeitig am Koreakrieg teil und wurde nach seiner Rückkehr 1954 Kommandeur der Militärregion Nanjing. Er bekleidete diese Funktion fast zwanzig Jahre lang mit kurzen Unterbrechungen bis 1973 und war damit verantwortlich für die militärischen Einheiten in Jiangsu, Anhui, Zhejiang und Shanghai, eine Region, die als wirtschaftliches Herzland Chinas fungiert. Auf dem VIII. Parteitag der KPCh (15. bis 27. September 1956) wurde er Kandidat des Zentralkomitees (ZK) und hatte diese Funktion bis zum 24. April 1969 inne. Als Kommandeur der Kommandeur der Militärregion Nanjing war er zuständig für die strategische und taktische Ausbildung und die Förderung der militärischen Modernisierung der Einheit der Volksbefreiungsarmee in den Provinzen Jiangsu, Anhui, Zhejiang sowie in Shanghai. In der regionalen und nationalen Politik spielte er zu dieser Zeit keine herausragende Rolle. Allerdings wurde er von Mao Zedong 1955 zum Generaloberst befördert. Die Tatsache, dass er 1959 zum Vize-Verteidigungsminister ernannt wurde, belegt die Tatsache, dass er zu den Unterstützern von Maos Kampagne gegen den damaligen Verteidigungsminister Peng Dehuai gehörte. Er bekleidete den Posten als Vize-Verteidigungsminister bis 1970.

### Kulturrevolution, Mitglied des Politbüros und Parteisekretär von Jiangsu
Nach Ausbruch der Kulturrevolution 1966 wurde Xu Shiyou zum Ziel der Roten Garden, die ihn als „reaktionären Kriegsfürsten“ kritisierten. Um der weiteren Schikanierung zu entgehen, suchte er über mehrere Monate Zuflucht im Dabie Shan, ein Mittelgebirge im Grenzgebiet der drei Provinzen Hubei, Henan und Anhui. Allerdings entging er einmal mehr durch die Protektion von Mao den weiteren Verfolgungen. Nach seiner Rückkehr nach Nanjing wurde er im März 1967 als Nachfolger von Hui Yuyu des Weiteren Gouverneur von Jiangsu und bekleidete diese Funktion bis Dezember 1973, ehe Peng Chong im November 1974 formell seine Nachfolge antrat. Zugleich übernahm er 1968 den Posten als Vorsitzender des neu gegründeten Revolutionären Komitees von Jiangsu. Auf dem IX. Parteitag der KPCh (1. bis 24. April 1969) wurde er zudem erstmals Mitglied des Zentralkomitees der KPCh und gehörte diesem nach seinen Wiederwahlen auf dem X. Parteitag der KPCh (24. bis 28. August 1973) sowie auf dem XI. Parteitag der KPCh (12. bis 18. August 1977) bis zum 12. September 1982 an.
Xu wurde außerdem auf dem IX. Parteitag der KPCh (1. bis 24. April 1969) auch Mitglied des Politbüros der Kommunistischen Partei Chinas und gehörte auch diesem Führungsgremium der Partei nach seiner Wiederwahl auf dem X. Parteitag der KPCh (24. bis 28. August 1973) sowie auf dem XI. Parteitag der KPCh (12. bis 18. August 1977) ebenfalls bis zum 12. September 1982 an.
Als Nachfolger von Jiang Weiqing übernahm er ferner 1970 die Funktion als Sekretär des Parteikomitees der Provinz Jiangsu und übte diese Funktion bis 1973, woraufhin auch hier Peng Chong 1974 sein Nachfolger wurde. Damit vereinigte er über mehrere Jahre die Militär-, Partei- und Verwaltungsführung in dieser Provinz, so dass einige Beobachter berichteten, dass Xu die Provinz in ein „unabhängiges Königreich“ verwandelt hätte. Medien in Hongkong, Taiwan und den USA bezeichneten ihn als „Roten Kriegsfürsten“. Mit dieser immensen in seiner Hand vereinten Macht führte er einige brutale Kampagnen gegen die sogenannte „Konterrevolutionäre Clique 16. Mai“, eine mutmaßliche radikale Gruppe, die in Peking entstand und sich über das ganze Land verbreitet hätte. Diesen Kampagnen fielen mutmaßlich mehr als 100.000 Menschen zum Opfer. Obwohl er gut mit dem zur Viererbande gehörenden Zhang Chunqiao auskam, der zwischen 1967 und 1976 Politkommissar der Militärregion Nanjing war, führte seine Loyalität zu Mao und dessen Protektion dazu, dass er auch nach dem Sturz und dem Tod von Verteidigungsminister Lin Biao am 13. September 1971 seine Positionen behalten konnte.

### Zweifel an Maos Todesursache

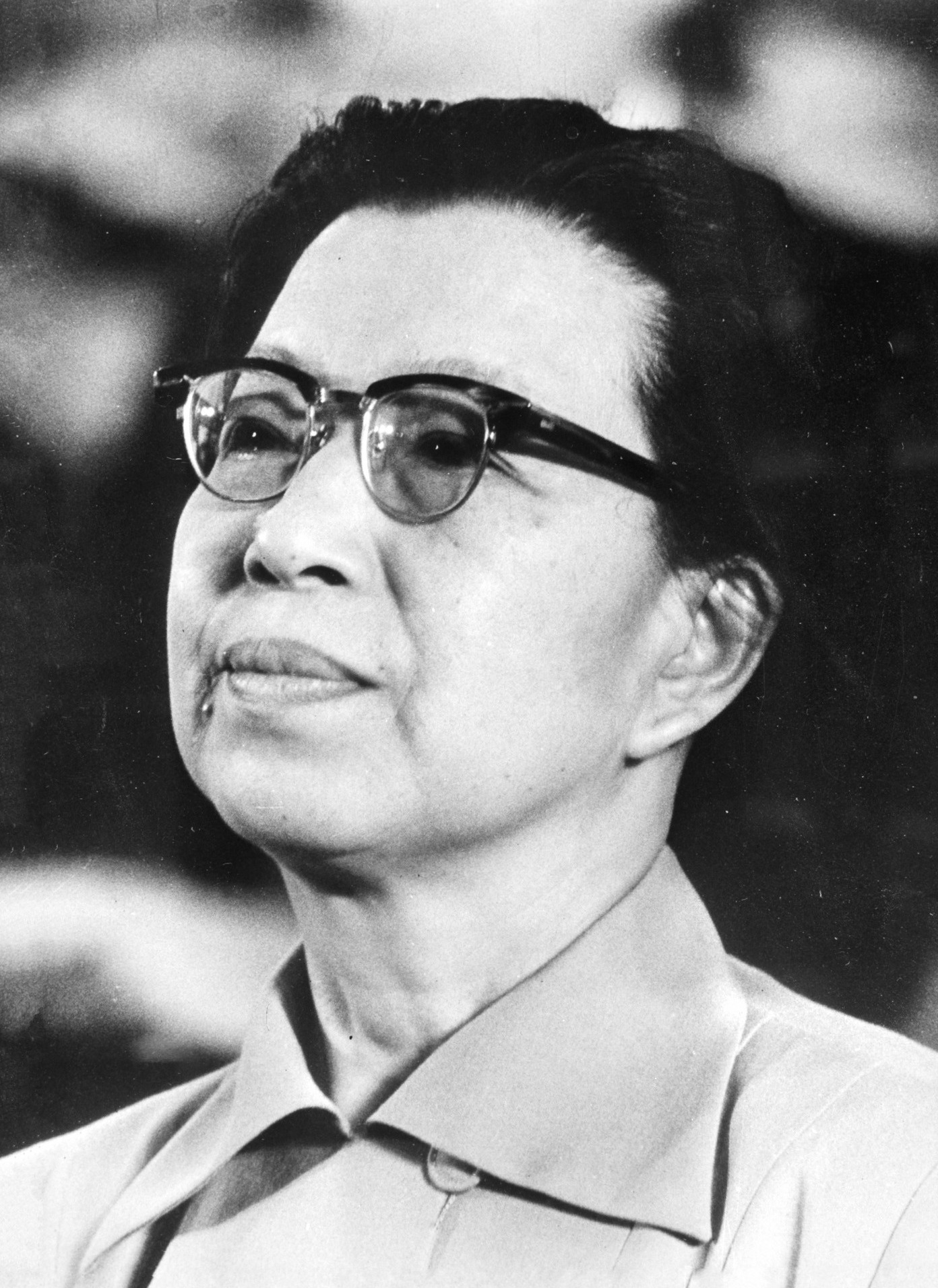
Xu hielt die Witwe Maos, Jiang Qing, für die Drahtzieherin der Vergiftung Mao Zedongs.

1973 übernahm General Xu Shiyou als Nachfolger von General Ding Sheng den Posten als Kommandeur der Militärregion Guangzhou und hatte diesen bis zu seiner Ablösung durch General Wu Kehua 1980. Nach dem Tode Mao Zedongs am 9. September 1976 soll er bei einer Sitzung des Politbüros am 22. September 1976 Zweifel an einer natürlichen Todesursache Maos geäußert haben. In seinen Memoiren, die auszugsweise in Artikeln im Nachrichtenmagazin Der Spiegel erschienen, beschrieb der langjährige Leibarzt Maos, Li Zhi-Sui, die Szene wie folgt:
„Warum waren auf dem Körper des Vorsitzenden schwarze und blaue Flecken?“ fragte der alte Kämpe (Anmerkung: Xu Shiyou). Er stand jetzt direkt vor mir (Anmerkung: Li Zhi-Sui). Nach altem chinesischem Aberglauben ist der Körper eines Menschen, den man vergiftet hat, mit blauen Flecken übersät. Ich erwiderte: „In den letzten Tagen seines Lebens konnte der Vorsitzende kaum noch atmen. Er litt unter akutem Sauerstoffmangel, daher die Blutergüsse.“ „Ich habe mein Leben lang auf dem Schlachtfeld gekämpft und viele Tote gesehen“, sagte General Xu herausfordernd. „Aber ich habe noch nie jemanden in diesem Zustand gesehen.“
Xu Shiyou glaubte tatsächlich, Mao sei das Opfer einer Verschwörung geworden, und er hielt Maos Frau Jiang Qing und deren Gefolgsleute für die Drahtzieher. Da er nicht wusste, wie gespannt mein Verhältnis zu Tschiang war, ging er davon aus, dass die anderen Ärzte und ich von ihr angestiftet worden waren. Im Saal herrschte Stille. Xu stand noch immer vor mir, die Hände in die Hüften gestemmt. Da stand auch Maos Witwe auf und sagte: „Genosse Xu Shiyou, das Ärzteteam hat vier Monate lang harte Arbeit geleistet. Warum hören Sie sich den Bericht nicht einfach zu Ende an?“ Der General schob die Ärmel hoch und ging auf Jiang Qing zu. Er schlug so heftig mit der Faust auf das Tischchen vor ihr, dass eine Teetasse zu Boden fiel. „Sie können den Mitgliedern des Politbüros während einer Sitzung nicht das Wort verbieten“, brüllte er. „Mit welchen Methoden wird hier eigentlich gearbeitet?“
Hua Guofeng, der spätere Parteivorsitzende, griff ein. „Genosse Xu, nur mit der Ruhe.“ Dann wandte er sich an mich. „Dr. Li, es ist besser, wenn Sie und Ihre Kollegen jetzt gehen. Wir werden uns später weiter mit dem Thema befassen.“ Stumm und bedrückt verließen wir den Raum.

### Unterstützung Deng Xiaopings und Oberkommandierender im Chinesisch-Vietnamesischen Krieg

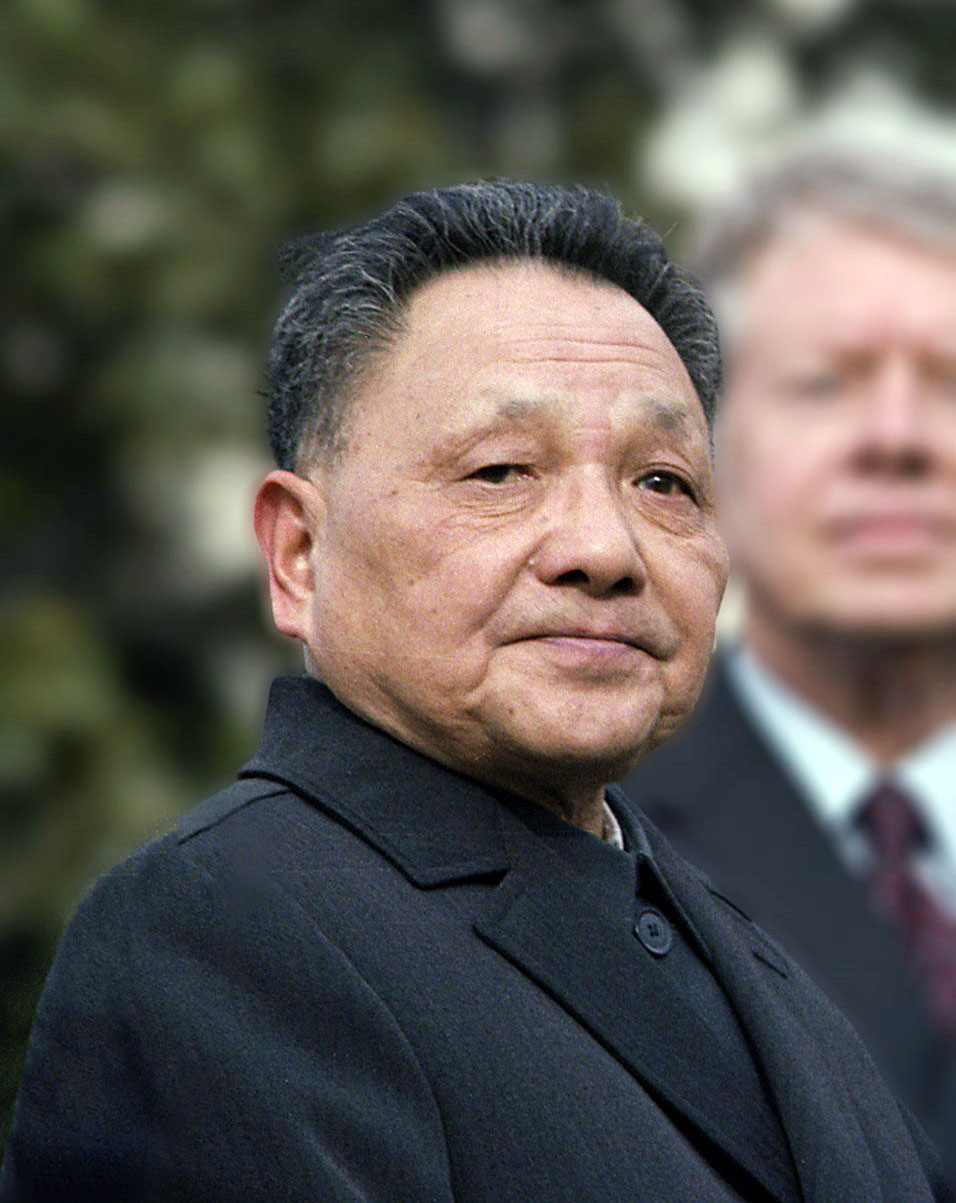
Nach dem Sturz der Viererbande 1976 war Xu Shiyou ein maßgeblicher Unterstützer von Deng Xiaoping.

Ein wesentliches Ereignis während dieser Zeit war sein Schutz von Deng Xiaoping, der nach einer Säuberung 1976 seine Ämter verlor. Er begleitete Deng persönlich bei dessen Reise nach Guangzhou. Deng befand sich ständig in Bewegung in der Region, um eine Verfolgung zu vermeiden. Wichtiger war, dass Deng von Xu alle wesentlichen Informationen aus den Sitzungen des Politbüros erhielt. Somit war sein Schutz maßgeblich für die Rückkehr Dengs an die Macht nach dem Sturz der Vierbandee.
In der Funktion als Kommandeur der Militärregion Guangzhou führte er ferner als Oberkommandierender die Truppen der Volksbefreiungsarmee in zwei Kriegen. Am 15. Januar 1974 landeten Truppen auf den zu Südvietnam gehörenden westlichen Inseln der Xisha-Inseln und besiegten die südvietnamesischen Kräfte. Seitdem hält die Volksrepublik China die Xisha-Inseln, ungeachtet der Ansprüche der anderen Anrainerstaaten, besetzt. In dem durch das vietnamesische Vorgehen gegen die mit China verbündeten Roten Khmer in Kambodscha ausgelösten Chinesisch-Vietnamesischen Krieg vom 17. Februar bis zum 16. März 1979 war er ebenfalls militärischer Oberkommandierender. China besetzte dabei einige Grenzstädte in Vietnam und zog sich nach heftigen Kämpfen wieder zurück, ohne die vietnamesische Einmischung in Kambodscha beenden zu können. Der Krieg wird von beiden Seiten als Sieg beansprucht, allerdings führten die schätzungsweise 26.000 Toten und 37.000 Verwundeten dazu, dass er heftig kritisiert wurde.
Zum anderen führte in der Ära nach Mao die Treue von Xu Shiyuou zu Mao Zedong zu seinem zunehmenden Machtverlust. Zunächst wurde er 1980 als Kommandeur der Militärregion Guangzhou ersetzt. Daraufhin zog er sich nach Nanjing zurück, obwohl sein offizieller Wohnsitz in Peking vorgesehen war. Auf dem XII. Parteitag der KPCh (1. bis 12. September 1982) verlor er schließlich sowohl seine Mitgliedschaft im Politbüro als auch im ZK der KPCh. Allerdings wurde er 1982 von Deng Xiaoping zu einem der Vizevorsitzenden der neu geschaffenen Zentralen Beratungskommission berufen, die hochrangigen ehemaligen Staats- und Parteifunktionären ermöglichte, einige Privilegien weiter zu behalten. In den darauf folgenden Jahren verfasste er seine Memoiren, die in zwei Bänden erschienen. Im ersten, 1981 erschienenen Band beschrieb er seine Erfahrungen in Shandong sowie im zweiten, 1983 erschienenen Band seine Erlebnisse in der Roten Armee. 1986 erschienen seine Memoiren posthum in einem Band. Er starb insbesondere an den Folgen einer langjährigen Alkoholkrankheit. Nach seinem Tode wurde er in seinem Geburtsort Xinyang beigesetzt. Als einziger führender Parteifunktionär erhielt er dabei eine Erdbestattung, die insbesondere von Deng Xiaoping untersagt wurde.
Aus seiner Ehe mit Tian Pu gingen mehrere Kinder hervor. Ein Sohn soll zu Hijackern gehört haben, die am 5. Januar 1983 vergeblich versuchten, auf der Strecke Hangzhou-Schanghai ein Linienflugzeug zu kapern.